# Sven Zanders
Sven Magnus Zanders, född 9 januari 1791 i Norra Sandsjö församling, Jönköpings län, död 4 juni 1863 i Skara stadsförsamling, Skaraborgs län, var en svensk organist och musikpedagog.

## Biografi
Zanders utnämndes 1813 till domkyrkoorganist i Skara, inträdde 1817 i Tullstatens tjänst såsom förpassningsinspektor vid Skara tullkammare, antogs samma år som lärare i koralsång vid Skara läroverk, avlade 1820 musikdirektörsexamen vid Kungliga Musikaliska akademien, kallades 1830 till Stockholm att ge musiklektioner i familjerna Bonde och Rudbeck, tog avsked från sin tjänst i Tullstaten 1851, de sista åren hade han tjänstgjort vid Mems sjötullskammare. 
Zanders undervisade enskilt en lång tid i teckning vid Skara läroverk innan någon offentlig lärare i detta ämne anställts. Han utgav Försök till lärobok i choralsång (Skara, 1828, andra upplagan 1835) och komponerade bland annat tre sånger ur Frithiofs saga, med ackompanjemang av piano, utgivna i Stockholm och tillfällighetssånger. Bland hans efterlämnade manuskript kan nämnas en symfoni för orkester, preludier för orgel och sånger. Han invaldes som associé av Kungliga Musikaliska Akademien 1829.